# Australian Journal of Zoology
Australian Journal of Zoology (ISSN 0004-959X) — австралийский зоологический журнал для публикации научных исследований в различных областях науки о животных.

## История
Журнал основан в 1953 году. На начало 2010 года было опубликовано 58 томов. Индекс цитирования (импакт фактор) равен 1.000.
Посвящён вопросам эволюционной, молекулярной и сравнительной зоологии. В журнале публикуются результаты научных исследований в различных областях науки о животных, включая генетику, физиологию, экологию и этологию.
Главный редактор Mark Elgar, University of Melbourne.

## ISSN
- ISSN 0004-959X (print)
- eISSN: 1446-5698